# Maison d'York
Pour les articles homonymes, voir York.
La maison d'York est une branche cadette de la dynastie Plantagenêt qui a combattu la maison de Lancastre lors de la guerre des Deux-Roses. Son emblème est la rose blanche. Les recherches génétiques permirent de prouver qu'ils ne descendent pas de la famille Plantagenêt et sont donc illégitimes.[réf. nécessaire]

## Histoire
Cette maison est issue d'Edmond de Langley, le quatrième fils du roi Édouard III d'Angleterre, titré duc d'York en 1385. Pendant la minorité de son neveu Richard II, Edmond de Langley partage la régence avec son frère aîné, le duc de Lancastre Jean de Gand. En 1399, il accepte la montée du fils de Jean de Gand, Henri de Bolingbroke, sur le trône après l'éviction de Richard II, malgré les droits de Roger Mortimer, petit-fils du second fils d'Édouard III.
Ces dispositions favorables aux Lancastre changent avec le mariage de Richard de Conisburgh, comte de Cambridge et fils cadet d'Edmond de Langley, avec Anne, la fille de Roger Mortimer. Richard complote contre le roi Henri V, mais est exécuté en 1415. Son fils Richard hérite du duché d'York à la mort de son oncle Édouard d'York, tué à Azincourt. Profitant de la démence d'Henri VI, il se fait attribuer la régence en 1454, mais la reine Marguerite d'Anjou s'oppose à lui ; il est vaincu et tué à la bataille de Wakefield en 1460. Son fils Édouard reprend la lutte, et monte sur le trône en 1461.
La maison d'York règne alors sur l'Angleterre de 1461 à 1485, à l'exception de quelques mois en 1470-1471 durant lesquels Henri VI est restauré. Trois rois de cette famille se succèdent : Édouard IV (1461-1470 et 1471-1483), Édouard V (1483) et Richard III (1483-1485). Des dissensions émergent au sein de la famille, d'abord à cause des complots de Georges, duc de Clarence, exécuté en 1478, puis avec l'usurpation de Richard III au détriment de ses neveux. Finalement, Henri Tudor, apparenté à la maison de Lancastre, vainc Richard III à Bosworth.
La maison d'York s'éteint en 1499, après l'exécution d'Édouard, le fils du duc de Clarence.

## Généalogie

Armoiries d'Edmond de Langley, duc d'York.

Armoiries d'Édouard d'York, duc d'York, et de ses successeurs.

|  |  |                                                   |                                                   |                                                   |                                                   |                                                   |                                                   |                                         |                                         |                                             |                                             |                                             |                                             |                                             |                                             |                                              |                                              | Édouard III · roi d'Angleterre · (1312-1377)  |                                               |                                               |                                               |                                               |                                               |                                                   |                                                   |                                                   |                                                   |                                                   |                                                   |                                              |                                              |                                              |                                              |                                                      |                                                      |                                                      |                                                      |                                                      |                                                      |                                                   |                                                   |                                                   |                                                   |                                                   |                                                   |  |  |  |  |  |  |  |  |  |  |  |  |  |  |  |  |  |  |  |  |  |  |  |  |  |  |  |  |
|  |  |                                                   |                                                   |                                                   |                                                   |                                                   |                                                   |                                         |                                         |                                             |                                             |                                             |                                             |                                             |                                             |                                              |                                              |                                               |                                               |                                               |                                               |                                               |                                               |                                                   |                                                   |                                                   |                                                   |                                                   |                                                   |                                              |                                              |                                              |                                              |                                                      |                                                      |                                                      |                                                      |                                                      |                                                      |                                                   |                                                   |                                                   |                                                   |                                                   |                                                   |  |  |  |  |  |  |  |  |  |  |  |  |  |  |  |  |  |  |  |  |  |  |  |  |  |  |  |  |
|  |  |                                                   |                                                   |                                                   |                                                   |                                                   |                                                   |                                         |                                         |                                             |                                             |                                             |                                             |                                             |                                             |                                              |                                              |                                               |                                               |                                               |                                               |                                               |                                               |                                                   |                                                   |                                                   |                                                   |                                                   |                                                   |                                              |                                              |                                              |                                              |                                                      |                                                      |                                                      |                                                      |                                                      |                                                      |                                                   |                                                   |                                                   |                                                   |                                                   |                                                   |  |  |  |  |  |  |  |  |  |  |  |  |  |  |  |  |  |  |  |  |  |  |  |  |  |  |  |  |
|  |  | Édouard de Woodstock prince de Galles (1330-1376) | Édouard de Woodstock prince de Galles (1330-1376) | Édouard de Woodstock prince de Galles (1330-1376) | Édouard de Woodstock prince de Galles (1330-1376) | Édouard de Woodstock prince de Galles (1330-1376) | Édouard de Woodstock prince de Galles (1330-1376) |                                         |                                         | Lionel d'Anvers duc de Clarence (1338-1368) | Lionel d'Anvers duc de Clarence (1338-1368) | Lionel d'Anvers duc de Clarence (1338-1368) | Lionel d'Anvers duc de Clarence (1338-1368) | Lionel d'Anvers duc de Clarence (1338-1368) | Lionel d'Anvers duc de Clarence (1338-1368) |                                              |                                              | Jean de Gand · duc de Lancastre · (1340-1399) | Jean de Gand · duc de Lancastre · (1340-1399) | Jean de Gand · duc de Lancastre · (1340-1399) | Jean de Gand · duc de Lancastre · (1340-1399) | Jean de Gand · duc de Lancastre · (1340-1399) | Jean de Gand · duc de Lancastre · (1340-1399) |                                                   |                                                   |                                                   |                                                   |                                                   |                                                   | Edmond de Langley · duc d'York · (1341-1402) | Edmond de Langley · duc d'York · (1341-1402) | Edmond de Langley · duc d'York · (1341-1402) | Edmond de Langley · duc d'York · (1341-1402) | Edmond de Langley · duc d'York · (1341-1402)         | Edmond de Langley · duc d'York · (1341-1402)         |                                                      |                                                      |                                                      |                                                      |                                                   |                                                   |                                                   |                                                   |                                                   |                                                   |  |  |  |  |  |  |  |  |  |  |  |  |  |  |  |  |  |  |  |  |  |  |  |  |  |  |  |  |
|  |  | Édouard de Woodstock prince de Galles (1330-1376) | Édouard de Woodstock prince de Galles (1330-1376) | Édouard de Woodstock prince de Galles (1330-1376) | Édouard de Woodstock prince de Galles (1330-1376) | Édouard de Woodstock prince de Galles (1330-1376) | Édouard de Woodstock prince de Galles (1330-1376) |                                         |                                         | Lionel d'Anvers duc de Clarence (1338-1368) | Lionel d'Anvers duc de Clarence (1338-1368) | Lionel d'Anvers duc de Clarence (1338-1368) | Lionel d'Anvers duc de Clarence (1338-1368) | Lionel d'Anvers duc de Clarence (1338-1368) | Lionel d'Anvers duc de Clarence (1338-1368) |                                              |                                              | Jean de Gand · duc de Lancastre · (1340-1399) | Jean de Gand · duc de Lancastre · (1340-1399) | Jean de Gand · duc de Lancastre · (1340-1399) | Jean de Gand · duc de Lancastre · (1340-1399) | Jean de Gand · duc de Lancastre · (1340-1399) | Jean de Gand · duc de Lancastre · (1340-1399) |                                                   |                                                   |                                                   |                                                   |                                                   |                                                   | Edmond de Langley · duc d'York · (1341-1402) | Edmond de Langley · duc d'York · (1341-1402) | Edmond de Langley · duc d'York · (1341-1402) | Edmond de Langley · duc d'York · (1341-1402) | Edmond de Langley · duc d'York · (1341-1402)         | Edmond de Langley · duc d'York · (1341-1402)         |                                                      |                                                      |                                                      |                                                      |                                                   |                                                   |                                                   |                                                   |                                                   |                                                   |  |  |  |  |  |  |  |  |  |  |  |  |  |  |  |  |  |  |  |  |  |  |  |  |  |  |  |  |
|  |  |                                                   |                                                   |                                                   |                                                   |                                                   |                                                   |                                         |                                         |                                             |                                             |                                             |                                             |                                             |                                             |                                              |                                              |                                               |                                               |                                               |                                               |                                               |                                               |                                                   |                                                   |                                                   |                                                   |                                                   |                                                   |                                              |                                              |                                              |                                              |                                                      |                                                      |                                                      |                                                      |                                                      |                                                      |                                                   |                                                   |                                                   |                                                   |                                                   |                                                   |  |  |  |  |  |  |  |  |  |  |  |  |  |  |  |  |  |  |  |  |  |  |  |  |  |  |  |  |
|  |  | Richard II · roi d'Angleterre · (1367-1400)       | Richard II · roi d'Angleterre · (1367-1400)       | Richard II · roi d'Angleterre · (1367-1400)       | Richard II · roi d'Angleterre · (1367-1400)       | Richard II · roi d'Angleterre · (1367-1400)       | Richard II · roi d'Angleterre · (1367-1400)       |                                         |                                         | Philippa (1355-1382) ép. Edmond Mortimer    | Philippa (1355-1382) ép. Edmond Mortimer    | Philippa (1355-1382) ép. Edmond Mortimer    | Philippa (1355-1382) ép. Edmond Mortimer    | Philippa (1355-1382) ép. Edmond Mortimer    | Philippa (1355-1382) ép. Edmond Mortimer    |                                              |                                              | · Maison de · Lancastre                       | · Maison de · Lancastre                       | · Maison de · Lancastre                       | · Maison de · Lancastre                       | · Maison de · Lancastre                       | · Maison de · Lancastre                       |                                                   |                                                   | Édouard d'York · duc d'York · (1373-1415)         | Édouard d'York · duc d'York · (1373-1415)         | Édouard d'York · duc d'York · (1373-1415)         | Édouard d'York · duc d'York · (1373-1415)         | Édouard d'York · duc d'York · (1373-1415)    | Édouard d'York · duc d'York · (1373-1415)    |                                              |                                              |                                                      |                                                      |                                                      |                                                      |                                                      |                                                      |                                                   |                                                   |                                                   |                                                   |                                                   |                                                   |  |  |  |  |  |  |  |  |  |  |  |  |  |  |  |  |  |  |  |  |  |  |  |  |  |  |  |  |
|  |  | Richard II · roi d'Angleterre · (1367-1400)       | Richard II · roi d'Angleterre · (1367-1400)       | Richard II · roi d'Angleterre · (1367-1400)       | Richard II · roi d'Angleterre · (1367-1400)       | Richard II · roi d'Angleterre · (1367-1400)       | Richard II · roi d'Angleterre · (1367-1400)       |                                         |                                         | Philippa (1355-1382) ép. Edmond Mortimer    | Philippa (1355-1382) ép. Edmond Mortimer    | Philippa (1355-1382) ép. Edmond Mortimer    | Philippa (1355-1382) ép. Edmond Mortimer    | Philippa (1355-1382) ép. Edmond Mortimer    | Philippa (1355-1382) ép. Edmond Mortimer    |                                              |                                              | · Maison de · Lancastre                       | · Maison de · Lancastre                       | · Maison de · Lancastre                       | · Maison de · Lancastre                       | · Maison de · Lancastre                       | · Maison de · Lancastre                       |                                                   |                                                   | Édouard d'York · duc d'York · (1373-1415)         | Édouard d'York · duc d'York · (1373-1415)         | Édouard d'York · duc d'York · (1373-1415)         | Édouard d'York · duc d'York · (1373-1415)         | Édouard d'York · duc d'York · (1373-1415)    | Édouard d'York · duc d'York · (1373-1415)    |                                              |                                              |                                                      |                                                      |                                                      |                                                      |                                                      |                                                      |                                                   |                                                   |                                                   |                                                   |                                                   |                                                   |  |  |  |  |  |  |  |  |  |  |  |  |  |  |  |  |  |  |  |  |  |  |  |  |  |  |  |  |
|  |  |                                                   |                                                   |                                                   |                                                   |                                                   |                                                   |                                         |                                         | Roger Mortimer comte de March (1374-1398)   |                                             |                                             |                                             |                                             |                                             |                                              |                                              |                                               |                                               |                                               |                                               |                                               |                                               |                                                   |                                                   |                                                   |                                                   |                                                   |                                                   |                                              |                                              |                                              |                                              |                                                      |                                                      |                                                      |                                                      |                                                      |                                                      |                                                   |                                                   |                                                   |                                                   |                                                   |                                                   |  |  |  |  |  |  |  |  |  |  |  |  |  |  |  |  |  |  |  |  |  |  |  |  |  |  |  |  |
|  |  |                                                   |                                                   |                                                   |                                                   |                                                   |                                                   |                                         |                                         |                                             |                                             |                                             |                                             |                                             |                                             |                                              |                                              |                                               |                                               |                                               |                                               |                                               |                                               |                                                   |                                                   |                                                   |                                                   |                                                   |                                                   |                                              |                                              |                                              |                                              |                                                      |                                                      |                                                      |                                                      |                                                      |                                                      |                                                   |                                                   |                                                   |                                                   |                                                   |                                                   |  |  |  |  |  |  |  |  |  |  |  |  |  |  |  |  |  |  |  |  |  |  |  |  |  |  |  |  |
|  |  |                                                   |                                                   |                                                   |                                                   |                                                   |                                                   |                                         |                                         |                                             |                                             |                                             |                                             |                                             |                                             |                                              |                                              |                                               |                                               |                                               |                                               |                                               |                                               |                                                   |                                                   |                                                   |                                                   |                                                   |                                                   |                                              |                                              |                                              |                                              |                                                      |                                                      |                                                      |                                                      |                                                      |                                                      |                                                   |                                                   |                                                   |                                                   |                                                   |                                                   |  |  |  |  |  |  |  |  |  |  |  |  |  |  |  |  |  |  |  |  |  |  |  |  |  |  |  |  |
|  |  |                                                   |                                                   |                                                   |                                                   |                                                   |                                                   |                                         |                                         | Edmond Mortimer comte de March (1391-1425)  | Edmond Mortimer comte de March (1391-1425)  | Edmond Mortimer comte de March (1391-1425)  | Edmond Mortimer comte de March (1391-1425)  | Edmond Mortimer comte de March (1391-1425)  | Edmond Mortimer comte de March (1391-1425)  |                                              |                                              |                                               |                                               |                                               |                                               | Anne Mortimer (1390-1411)                     | Anne Mortimer (1390-1411)                     | Anne Mortimer (1390-1411)                         | Anne Mortimer (1390-1411)                         | Anne Mortimer (1390-1411)                         | Anne Mortimer (1390-1411)                         |                                                   |                                                   |                                              |                                              |                                              |                                              | Richard de Conisburgh comte de Cambridge (1385-1415) | Richard de Conisburgh comte de Cambridge (1385-1415) | Richard de Conisburgh comte de Cambridge (1385-1415) | Richard de Conisburgh comte de Cambridge (1385-1415) | Richard de Conisburgh comte de Cambridge (1385-1415) | Richard de Conisburgh comte de Cambridge (1385-1415) |                                                   |                                                   |                                                   |                                                   |                                                   |                                                   |  |  |  |  |  |  |  |  |  |  |  |  |  |  |  |  |  |  |  |  |  |  |  |  |  |  |  |  |
|  |  |                                                   |                                                   |                                                   |                                                   |                                                   |                                                   |                                         |                                         | Edmond Mortimer comte de March (1391-1425)  | Edmond Mortimer comte de March (1391-1425)  | Edmond Mortimer comte de March (1391-1425)  | Edmond Mortimer comte de March (1391-1425)  | Edmond Mortimer comte de March (1391-1425)  | Edmond Mortimer comte de March (1391-1425)  |                                              |                                              |                                               |                                               |                                               |                                               | Anne Mortimer (1390-1411)                     | Anne Mortimer (1390-1411)                     | Anne Mortimer (1390-1411)                         | Anne Mortimer (1390-1411)                         | Anne Mortimer (1390-1411)                         | Anne Mortimer (1390-1411)                         |                                                   |                                                   |                                              |                                              |                                              |                                              | Richard de Conisburgh comte de Cambridge (1385-1415) | Richard de Conisburgh comte de Cambridge (1385-1415) | Richard de Conisburgh comte de Cambridge (1385-1415) | Richard de Conisburgh comte de Cambridge (1385-1415) | Richard de Conisburgh comte de Cambridge (1385-1415) | Richard de Conisburgh comte de Cambridge (1385-1415) |                                                   |                                                   |                                                   |                                                   |                                                   |                                                   |  |  |  |  |  |  |  |  |  |  |  |  |  |  |  |  |  |  |  |  |  |  |  |  |  |  |  |  |
|  |  |                                                   |                                                   |                                                   |                                                   |                                                   |                                                   |                                         |                                         |                                             |                                             |                                             |                                             |                                             |                                             |                                              |                                              |                                               |                                               |                                               |                                               |                                               |                                               |                                                   |                                                   |                                                   |                                                   |                                                   |                                                   |                                              |                                              |                                              |                                              |                                                      |                                                      |                                                      |                                                      |                                                      |                                                      |                                                   |                                                   |                                                   |                                                   |                                                   |                                                   |  |  |  |  |  |  |  |  |  |  |  |  |  |  |  |  |  |  |  |  |  |  |  |  |  |  |  |  |
|  |  |                                                   |                                                   |                                                   |                                                   |                                                   |                                                   |                                         |                                         |                                             |                                             |                                             |                                             |                                             |                                             |                                              |                                              |                                               |                                               |                                               |                                               |                                               |                                               |                                                   |                                                   |                                                   |                                                   | Richard · duc d'York · (1411-1460)                |                                                   |                                              |                                              |                                              |                                              |                                                      |                                                      |                                                      |                                                      |                                                      |                                                      |                                                   |                                                   |                                                   |                                                   |                                                   |                                                   |  |  |  |  |  |  |  |  |  |  |  |  |  |  |  |  |  |  |  |  |  |  |  |  |  |  |  |  |
|  |  |                                                   |                                                   |                                                   |                                                   |                                                   |                                                   |                                         |                                         |                                             |                                             |                                             |                                             |                                             |                                             |                                              |                                              |                                               |                                               |                                               |                                               |                                               |                                               |                                                   |                                                   |                                                   |                                                   |                                                   |                                                   |                                              |                                              |                                              |                                              |                                                      |                                                      |                                                      |                                                      |                                                      |                                                      |                                                   |                                                   |                                                   |                                                   |                                                   |                                                   |  |  |  |  |  |  |  |  |  |  |  |  |  |  |  |  |  |  |  |  |  |  |  |  |  |  |  |  |
|  |  |                                                   |                                                   |                                                   |                                                   |                                                   |                                                   |                                         |                                         |                                             |                                             |                                             |                                             |                                             |                                             |                                              |                                              |                                               |                                               |                                               |                                               |                                               |                                               |                                                   |                                                   |                                                   |                                                   |                                                   |                                                   |                                              |                                              |                                              |                                              |                                                      |                                                      |                                                      |                                                      |                                                      |                                                      |                                                   |                                                   |                                                   |                                                   |                                                   |                                                   |  |  |  |  |  |  |  |  |  |  |  |  |  |  |  |  |  |  |  |  |  |  |  |  |  |  |  |  |
|  |  |                                                   |                                                   |                                                   |                                                   |                                                   |                                                   |                                         |                                         |                                             |                                             |                                             |                                             |                                             |                                             | Édouard IV · roi d'Angleterre · (1442-1483)  | Édouard IV · roi d'Angleterre · (1442-1483)  | Édouard IV · roi d'Angleterre · (1442-1483)   | Édouard IV · roi d'Angleterre · (1442-1483)   | Édouard IV · roi d'Angleterre · (1442-1483)   | Édouard IV · roi d'Angleterre · (1442-1483)   |                                               |                                               | Edmond comte de Rutland (1443-1460)               | Edmond comte de Rutland (1443-1460)               | Edmond comte de Rutland (1443-1460)               | Edmond comte de Rutland (1443-1460)               | Edmond comte de Rutland (1443-1460)               | Edmond comte de Rutland (1443-1460)               |                                              |                                              | Georges duc de Clarence (1449-1478)          | Georges duc de Clarence (1449-1478)          | Georges duc de Clarence (1449-1478)                  | Georges duc de Clarence (1449-1478)                  | Georges duc de Clarence (1449-1478)                  | Georges duc de Clarence (1449-1478)                  |                                                      |                                                      | Richard III · roi d'Angleterre · (1452-1485)      | Richard III · roi d'Angleterre · (1452-1485)      | Richard III · roi d'Angleterre · (1452-1485)      | Richard III · roi d'Angleterre · (1452-1485)      | Richard III · roi d'Angleterre · (1452-1485)      | Richard III · roi d'Angleterre · (1452-1485)      |  |  |  |  |  |  |  |  |  |  |  |  |  |  |  |  |  |  |  |  |  |  |  |  |  |  |  |  |
|  |  |                                                   |                                                   |                                                   |                                                   |                                                   |                                                   |                                         |                                         |                                             |                                             |                                             |                                             |                                             |                                             | Édouard IV · roi d'Angleterre · (1442-1483)  | Édouard IV · roi d'Angleterre · (1442-1483)  | Édouard IV · roi d'Angleterre · (1442-1483)   | Édouard IV · roi d'Angleterre · (1442-1483)   | Édouard IV · roi d'Angleterre · (1442-1483)   | Édouard IV · roi d'Angleterre · (1442-1483)   |                                               |                                               | Edmond comte de Rutland (1443-1460)               | Edmond comte de Rutland (1443-1460)               | Edmond comte de Rutland (1443-1460)               | Edmond comte de Rutland (1443-1460)               | Edmond comte de Rutland (1443-1460)               | Edmond comte de Rutland (1443-1460)               |                                              |                                              | Georges duc de Clarence (1449-1478)          | Georges duc de Clarence (1449-1478)          | Georges duc de Clarence (1449-1478)                  | Georges duc de Clarence (1449-1478)                  | Georges duc de Clarence (1449-1478)                  | Georges duc de Clarence (1449-1478)                  |                                                      |                                                      | Richard III · roi d'Angleterre · (1452-1485)      | Richard III · roi d'Angleterre · (1452-1485)      | Richard III · roi d'Angleterre · (1452-1485)      | Richard III · roi d'Angleterre · (1452-1485)      | Richard III · roi d'Angleterre · (1452-1485)      | Richard III · roi d'Angleterre · (1452-1485)      |  |  |  |  |  |  |  |  |  |  |  |  |  |  |  |  |  |  |  |  |  |  |  |  |  |  |  |  |
|  |  |                                                   |                                                   |                                                   |                                                   |                                                   |                                                   |                                         |                                         |                                             |                                             |                                             |                                             |                                             |                                             |                                              |                                              |                                               |                                               |                                               |                                               |                                               |                                               |                                                   |                                                   |                                                   |                                                   |                                                   |                                                   |                                              |                                              |                                              |                                              |                                                      |                                                      |                                                      |                                                      |                                                      |                                                      |                                                   |                                                   |                                                   |                                                   |                                                   |                                                   |  |  |  |  |  |  |  |  |  |  |  |  |  |  |  |  |  |  |  |  |  |  |  |  |  |  |  |  |
|  |  |                                                   |                                                   |                                                   |                                                   |                                                   |                                                   | Élisabeth (1466-1503) x Henri VII Tudor | Élisabeth (1466-1503) x Henri VII Tudor | Élisabeth (1466-1503) x Henri VII Tudor     | Élisabeth (1466-1503) x Henri VII Tudor     | Élisabeth (1466-1503) x Henri VII Tudor     | Élisabeth (1466-1503) x Henri VII Tudor     |                                             |                                             | Édouard V · roi d'Angleterre · (1470-1483 ?) | Édouard V · roi d'Angleterre · (1470-1483 ?) | Édouard V · roi d'Angleterre · (1470-1483 ?)  | Édouard V · roi d'Angleterre · (1470-1483 ?)  | Édouard V · roi d'Angleterre · (1470-1483 ?)  | Édouard V · roi d'Angleterre · (1470-1483 ?)  |                                               |                                               | Richard de Shrewsbury · duc d'York · (1473-1483?) | Richard de Shrewsbury · duc d'York · (1473-1483?) | Richard de Shrewsbury · duc d'York · (1473-1483?) | Richard de Shrewsbury · duc d'York · (1473-1483?) | Richard de Shrewsbury · duc d'York · (1473-1483?) | Richard de Shrewsbury · duc d'York · (1473-1483?) |                                              |                                              | Édouard comte de Warwick (1475-1499)         | Édouard comte de Warwick (1475-1499)         | Édouard comte de Warwick (1475-1499)                 | Édouard comte de Warwick (1475-1499)                 | Édouard comte de Warwick (1475-1499)                 | Édouard comte de Warwick (1475-1499)                 |                                                      |                                                      | Édouard de Middleham prince de Galles (1473-1484) | Édouard de Middleham prince de Galles (1473-1484) | Édouard de Middleham prince de Galles (1473-1484) | Édouard de Middleham prince de Galles (1473-1484) | Édouard de Middleham prince de Galles (1473-1484) | Édouard de Middleham prince de Galles (1473-1484) |  |  |  |  |  |  |  |  |  |  |  |  |  |  |  |  |  |  |  |  |  |  |  |  |  |  |  |  |